# بي إتش بي نيوك
phpnuke برنامج يعد من أشهر برامج إدارة المواقع المجانية المفتوحة المصدر على مستوى العالم، والعديد من المواقع العربية تستخدمه لدعمه الكامل للغة العربية، ولسهولة التعامل معه. بالإضافة إلى وجود إضافات مع هذه المجلة، منها منتدى PHPBB المستخدم بكثرة على مستوى العالم.

## وصلات خارجية
- بي إتش بي نيوك على موقع Open Hub (الإنجليزية)
- الموقع الرئيسى للبرنامج
- موقع الدعم العربي للبرنامج
- [ http://www.safasoft.ps صفا سوفت للبرمجيات ]